# Andronikos von Olynthos
Andronikos (altgriechisch Ἀνδρόνικος; † nach 312 v. Chr.) aus Olynthos war ein makedonischer Feldherr im Dienst des Antigonos Monophthalmos während des Zeitalters der Diadochenkriege.
Er war ein Veteran des Alexanderzugs, tritt aber erst 315 v. Chr. während des dritten Diadochenkrieges erstmals in Erscheinung. In Abwesenheit des Antigonos Monophthalmos leitete er für diesen die Belagerung von Tyros und wurde nach Einnahme der Stadt zu deren Stadtkommandanten (phrourarchos) ernannt. Anschließend wurde er mit Peithon, Nearchos und Philippos zu einem der militärischen Mentoren des jungen Demetrios Poliorketes bestimmt, an dessen Seite er an der Schlacht von Gaza 312 v. Chr. als Befehlshaber des rechten Flügels teilnahm; allerdings endete die Schlacht mit einer Niederlage gegen Ptolemaios I.
Gegen Ptolemaios verteidigte Andronikos im Anschluss an die Niederlage den wichtigen Seehafen Tyros und weigerte sich dabei ein Angebot zum Seitenwechsel anzunehmen, trotz des Versprechens auf reiche Entlohnung. Dies rief allerdings den Unmut seiner untergebenen Offiziere hervor, von denen er der Stadt verwiesen wurde und so in die Hände des vor ihr lagernden Ptolemaios geriet. Trotz des zuvor zurückgewiesenen Angebots wurde Andronikos von Ptolemaios in dessen Gefolge aufgenommen, woraufhin er seine Karriere als Freund (philos) des Ptolemaios beendete.